# Předseda vlády Palestinské autonomie
Předseda vlády Palestinské autonomie (arabsky رئيس وزراء السلطة الفلسطينية‎‎) byl hlavou vlády Palestinské autonomie od roku 2003 do roku 2013, kdy Palestinská autonomie oficiálně změnila svůj název na Stát Palestina a vznikla tak funkce předsedy vlády Státu Palestina.

## Historie
Prvním předsedou vlády Palestinské autonomie se stal Mahmúd Abbás. Prezident Jásir Arafat jej do funkce jmenoval 19. března 2003. Palestinská legislativní rada schválila jeho jmenování a vládu 29. dubna. Abbás rezignoval na funkci 6. září 2003 s odvoláním na nedostatečnou podporu ze strany Izraele a Spojených států.
Abbásovým nástupníkem se stal Ahmad Kuraj, který se úřadu ujal 7. října 2003. Kuraj odstoupil z funkce 15. prosince 2005, přičemž úřadujícím předsedou vlády stal Nábil Ša'at. Funkci vykonával 9 dní, než se do úřadu vrátil Kuraj.
Ve volbách do Palestinské legislativní rady v roce 2006 drtivě zvítězil Hamás, což přimělo Kuraje 29. března 2006 odstoupit z funkce. Jeho následovníkem se stal Ismáíl Haníja, člen Hamásu, mezi nímž a Abbásem vznikl boj o moc. Konflikt mezi oběma politiky vyvrcholil 14. června 2007, kdy Abbás odvolal Haníjovu vládu. Hamás odvolání neuznal a Haníja vykonával funkci až do 2. června 2014. Dne 15. června 2007 Abbás jmenoval mimořádnou vládu pod vedením Saláma Fajáda, jenž vládla do 6. ledna 2013, kdy vznikla funkce předsedy vlády Státu Palestina.

## Seznam
| Pořadí | Portrét | Jméno (narození–úmrtí)         | Nástup do úřadu   | Opuštění úřadu    | Dny v úřadu | Strana | Strana      |
| ------ | ------- | ------------------------------ | ----------------- | ----------------- | ----------- | ------ | ----------- |
| 1.     |         | Mahmúd Abbás (* 1935)          | 19. března 2003   | 6. září 2003      | 171         |        | Fatah (OOP) |
| 2.     |         | Ahmad Kuraj (1937–2023)        | 7. října 2003     | 15. prosince 2005 | 799         |        | Fatah (OOP) |
| –      |         | Nabíl Ša'at (* 1938) úřadující | 15. prosince 2005 | 24. prosince 2005 | 9           |        | Fatah (OOP) |
| (2.)   |         | Ahmad Kuraj (1937–2023)        | 24. prosince 2005 | 29. března 2006   | 95          |        | Fatah (OOP) |
| 3.     |         | Ismáíl Haníja (1963–2024)      | 29. března 2006   | 2. června 2014    | 2985        |        | Hamás       |
| 4.     |         | Salám Fajád (* 1951)           | 15. června 2007   | 6. ledna 2013     | 2030        |        | Třetí cesta |